# Takato Nonomura
Takato Nonomura (japanisch 野々村 鷹人 Nonomura Takato; * 13. Mai 1998 in der Präfektur Shiga) ist ein japanischer Fußballspieler.

## Karriere
Takato Nonomura erlernte das Fußballspielen in der Schulmannschaft der Ayaha High School sowie in der Universitätsmannschaft der Ryūtsū-Keizai-Universität. Während seiner Universitätszeit wurde er von Februar 2018 bis Juli 2018 an den Viertligisten Ryutsu Keizai Dragons Ryugasaki ausgeliehen. Hier absolvierte er neun Spiele in der Japan Football League. Seinen ersten Profivertrag unterschrieb er im Februar 2021 beim Matsumoto Yamaga FC. Der Verein aus Matsumoto, einer Stadt in der Präfektur Nagano im Zentrum von Honshū, der Hauptinsel von Japan, spielte in der zweiten japanischen Liga, der J2 League. Sein Zweitligadebüt gab Takato Nonomura am 7. März 2021 im Auswärtsspiel gegen Kyōto Sanga. Hier wurde er in der 28. Minute für Yūya Hashiuchi eingewechselt. Nach Ende der Saison 2021 belegte er mit dem Verein den letzten Tabellenplatz und musste in die dritte Liga absteigen.